# Плазмоцитоидные дендритные клетки
Плазмоцито́идные дендри́тные кле́тки — разновидность дендритных клеток лимфоидного ряда. К плазмоцитоидным дендритным клеткам относится большинство незрелых дендритных клеток, циркулирующих в крови. Своё название плазмоцитоидные клетки получили за внешнее сходство с плазматическими клетками, секретирующими антитела. Под действием интерлейкина 3 (IL-3) и бактериальных продуктов они дифференцируются в зрелые лимфоидные дендритные клетки. Плазмоцитоидные дендритные клетки являются главными клетками-продуцентами интерферонов I типа, за что их также называют клетками-продуцентами интерферона.

## Строение
Плазмоцитоидные дендритные клетки получили своё название за внешнее сходство с плазматическими клетками. Они достигают 8—10 мкм в диаметре и содержат ядро с каёмкой, менее выраженной, чем у моноцитов. На их поверхности отсутствуют молекулы, характерные для миелоидных дендритных клеток и всех клеток миелоидного ряда, однако экспрессируют поверхностные маркёры CD4, HLA-DR, CD123, BDCA-2, CD45R0, а также Toll-подобные рецепторы 7 и 9 (TLR7 и TLR9) в составе мембран эндосом. Благодаря экспрессии TLR7 и TLR9 плазмоцитоидные дендритные клетки могут распознавать клеточные и вирусные нуклеиновые кислоты. Молекулы главного комплекса гистосовместимости II класса (MHC-II) у плазмоцитоидных дендритных клеток на поверхности менее многочисленны, чем у миелоидных дендритных клеток, однако они присутствуют не только на поверхности, но и в цитоплазме. В мембране плазмоцитоидных дендритных клеток также присутствуют молекулы ILT7 и BDCA-4, хотя остаётся неясным, в каких сигнальных путях они задействованы. Предполагается, что ILT7 и BST2 могут подавлять синтез интерферона. От других разновидностей дендритных клеток плазмоцитоидные дендритные клетки отличаются экспрессией поверхностных маркёров CD123, BDCA-2 и CD304. В них активны гены, кодирующие белки RAG, которые отвечают за начальные этапы перестройки генов, кодирующих антигенраспознающие рецепторы.

## Функции
Плазмоцитоидные дендритные клетки — основные продуценты интерферонов I типа (α, β и ω), синтез которых запускается при распознавании TLR антигенных паттернов. За это плазмоцитоидные дендритные клетки получили альтернативное название — клетки-продуценты интерферона. Интерфероны I типа играют важнейшую роль в развитии противовирусного иммунного ответа. В частности, под действием интерферонов I типа естественные киллеры начинают секретировать интерферон γ (IFNγ), который активирует дифференцировку B-клеток. Кроме того, плазмоцитоидные дендритные клетки могут вырабатывать такие цитокины, как IL-12, IL-6 и TNF-α, которые привлекают другие иммунные клетки в очаг инфекции. Активируя разнообразные иммунные клетки, плазмоцитоидные дендритные клетки выступают в роли мостика между врождённым и приобретённым иммунитетом. Способность активировать T-клетки возрастает по мере созревания дендритных клеток этого типа. Благодаря экспрессии MHC-I и MHC-II зрелые плазмоцитоидные дендритные клетки активно презентируют антигены. MHC-I участвует в активации CD8+ T-клеток при взаимодействии с плазмоцитоидными дендритными клетками, а MHC-II — в активации CD4+ T-клеток. Плазмоцитоидные дендритные клетки могут также способствовать запуску толерантности T-клеток, с которыми они взаимодействуют.

## Развитие
Развитие плазмоцитоидных дендритных клеток начинается с тех же клеток-предшественниц в костном мозге, из которой происходят T- и B-клетки, а также естественные киллеры. Эти клетки-предшественницы несут на своей поверхностные маркёры CD123, CD135, CD85k, CD85g, BDCA-2, BDCA-3 и BDCA-4. Сигналы, передаваемые через CD135, запускают пролиферацию и дифференцировку плазмоцитоидных дендритных клеток. Предполагается, что в этот процесс также вовлечены сигнальные пути mTOR и PI3K. Также важную роль в дифференцировке клеток-предшественниц в плазмоцитоидные дендритные клетки играет транскрипционный фактор E2-2. В отличие от всех остальных дендритных клеток, которые покидают костный мозг на стадии клеток-предшественников, плазмоцитоидные дендритные клетки выходят в периферический кровоток и попадают в лимфоидные органы, в которых при определённых условиях завершают своё развитие. На долю плазмоцитоидных дендритных клеток приходится менее 0,4% мононуклеарных клеток крови. Созревание плазмоцитоидных дендритных клеток запускается IL-3 и биомолекулами бактериального происхождения, в результате чего они превращаются в зрелые лимфоидные дендритные клетки. При созревании в плазмоцитоидных дендритных клетках повышается уровень экспрессии молекул главного комплекса гистосовместимости I и II классов (MHC-I и MHC-II), костимулирующих молекул CD80, CD86, CD83, а также рецептора хемокинов CCR7, благодаря которому созревшие плазмоцитоидные дендритные клетки перемещаются в лимфатические узлы, где взаимодействуют с T-клетками.

## Клиническое значение
Плазмоцитоидные дендритные клетки могут подвергаться злокачественному перерождению, которое приводит к развитию редкой формы рака крови — бластической неоплазии плазмоцитоидных дендритных клеток. При этом заболевании злокачественные плазмоцитоидные дендритные клетки проникают в кожу, костный мозг, центральную нервную систему (ЦНС) и другие ткани. Как правило, болезнь проявляется в виде различных кожных повреждений (язв, папул и других), которые чаще появляются на голове, лице и верхней части торса. Проникновение перерождённых клеток в другие ткани приводит к набуханию лимфатических узлов, увеличению печени и селезёнки, нарушениям со стороны ЦНС и другим симптомам. Иногда заболевание проявляется как лейкоз, при котором злокачественные плазмоцитоидные дендритные клетки в больших количествах выходят в кровь, и их доля среди мононуклеарных клеток крови повышается до 2% и более, при этом развивается цитопения и происходит отказ костного мозга. Заболевание часто рецидивирует после различных курсов противораковой химиотерапии и в целом имеет неблагоприятный прогноз. 
Плазмоцитоидные дендритные клетки задействованы в патогенезе ряда аутоиммунных заболеваний. При псориазе они накапливаются в местах повреждений кожи. Подавление секреции интерферонов этими клетками предотвращает появление повреждений на коже. Аутоантитела к ДНК, уровень которых повышается при ряде аутоиммунных болезней, стимулируют секреторную активность плазмоцитоидных дендритных клеток. Так, при системной красной волчанке продукция интерферонов I типа способствует дальнейшему прогрессированию болезни. Она не только чрезмерно стимулирует созревание плазмоцитоидных дендритных клеток, но и активирует B-клетки. У пациентов с системной красной волчанкой количество плазмоцитоидных дендритных клеток в крови снижено, поскольку они все мигрируют в охваченные воспалением ткани.
Количество плазмоцитоидных дендритных клеток и вырабатываемых ими интерферонов I типа могут служить прогностическими факторами при некоторых вирусных заболеваниях. Так, возрастное снижение количества клеток этого типа ассоциирован с более тяжёлой формой COVID-19. При ВИЧ-инфекции ситуация менее однозначная, и усиленная продукция интерферонов I типа может как улучшать, так и осложнять течение болезни. Хотя интерферон I типа способствует уничтожению инфицированных T-клеток, слишком интенсивная гибель этих клеток может дополнительно ослаблять и без того ослабленную иммунную систему пациента. Плазмоцитоидные дендритные клетки могут сами инфицироваться ВИЧ. Как показывают многие исследования, при ВИЧ-инфекции может не только угасать секреторная функция этих клеток: они сами могут погибать. Положительный прогноз при ВИЧ-инфекции требует установления тонкой регуляции активности плазмоцитоидных дендритных клеток.